# Zephyros-Maler

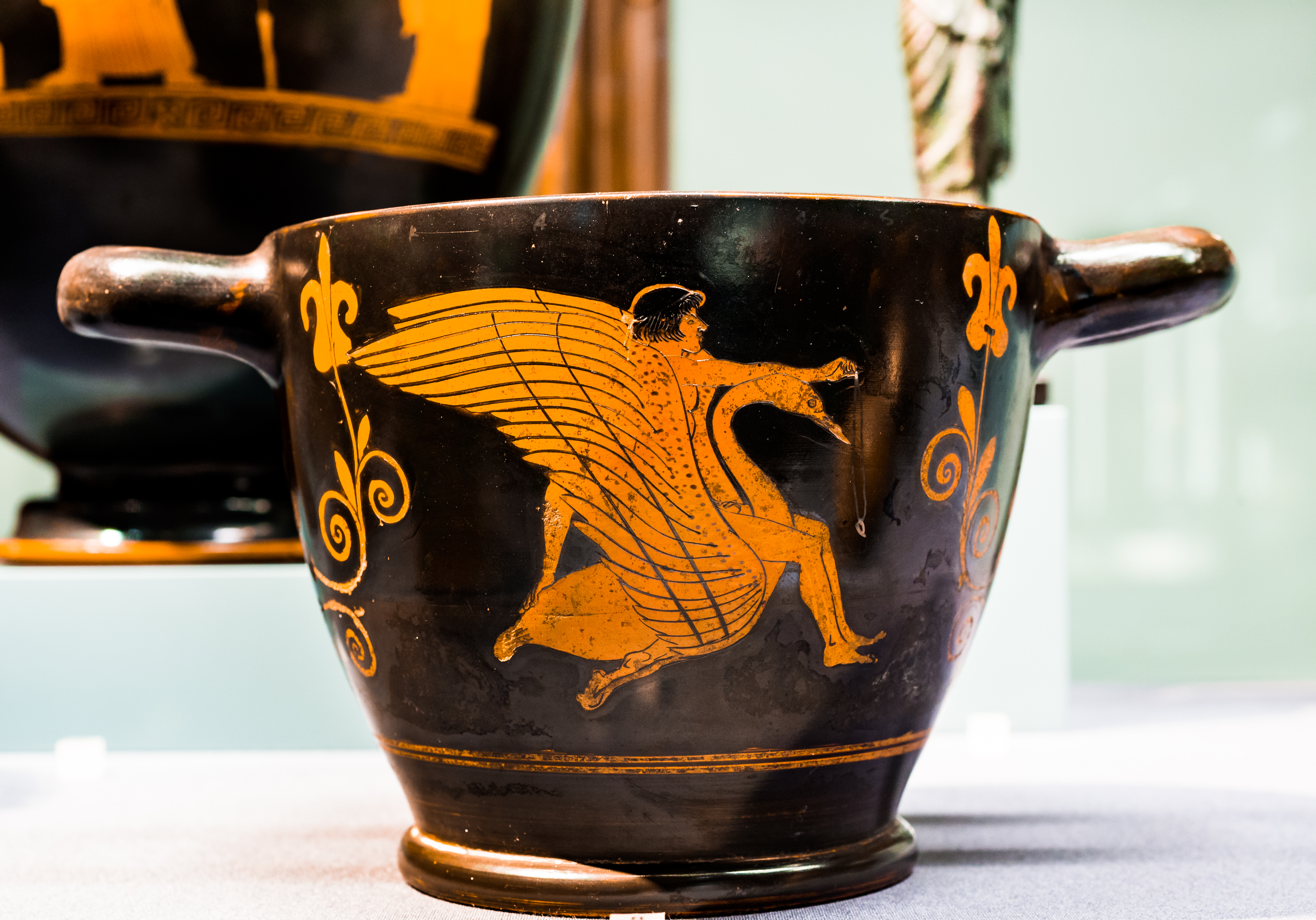
Skyphos IV 191

Der Zephyros-Maler (tätig um 460–450 v. Chr.) war ein attischer, heute namentlich nicht mehr bekannter Vasenmaler des attisch-rotfigurigen Stils. Seinen Notnamen erhielt er nach der Darstellung des Skyphos IV 191 im Kunsthistorischen Museum in Wien, auf dem ein geflügelter Jüngling als Zephyros abgebildet ist. Er bemalte, nach den erhaltenen Vasen zu urteilen, anscheinend ausschließlich Skyphoi. Seine Arbeiten sind von hoher Qualität und zeigen Einflüsse des Brygos-Malers und der Duris-Schule, besonders eng verwandt ist er mit dem Lewis-Maler.

## Werke
- Bari, Museo Archeologico Provinciale

Skyphos 3075
- Basel, Antikenmuseum und Sammlung Ludwig

Skyphos LU 48
- Brüssel, Musées Royaux des Beaux-Arts

Skyphos A 72
- Cambridge, Fitzwilliam Museum

Skyphos 13.1955 (“recalls the Zephyros Painter and the Lewis Painter”)
- Kopenhagen, Nationalmuseum

Skyphos 1943
- ehemals Küsnacht, Sammlung Hirschmann

Skyphos G 18
- Schwerin, Staatliches Museum

Skyphos 1277
- Wien, Kunsthistorisches Museum

Skyphos IV 191